# Prométhée (Goethe)
Pour les articles homonymes, voir Prométhée (homonymie).
Prométhée est un poème et un fragment dramatique de Goethe écrit entre 1772 et 1774, publié pour la première fois en 1789 après une édition anonyme et non autorisée en 1785. Il s’agit d’une œuvre importante du mouvement allemand Sturm und Drang.

## Contenu
Dans ce poème, le personnage mythologique de Prométhée s'adresse à Dieu (Zeus) pour l'accuser et exprimer sa haine.
Dès les premières éditions complètes des œuvres de Goethe, il précède le poème Ganymède, les deux poèmes pouvant se comprendre comme liés. Prométhée est d'abord projeté comme pièce de théâtre, et bien qu'inachevé il en garde la trace. Prométhée est l'esprit créateur rebelle, qui, rejeté par Dieu, le défie et s'affirme contre lui. Ganymède est le garçon adoré et séduit par Dieu. L'un est le frondeur solitaire, l'autre le serviteur fidèle. Goethe les présente tous deux comme des aspects de la condition humaine.
Bien que le cadre appartienne à la mythologie classique, l'apostrophe au dieu judéo-chrétien est suggérée par la partie qui commence avec « Da ich ein Kind war... » (« Quand j'étais un enfant… »), qui évoque la Première épitre aux Corinthiens (1, 13-11) de saint Paul traduite par Martin Luther : « Da ich ein Kind war, da redete ich wie ein Kind... » (« Quand j'étais un enfant, je parlais comme un enfant... »). 

## Postérité artistique
Le poème a été mis en musique par J. F. Reichardt, Schubert (Prometheus, 1819), Wolf (1889) et F. M. Einheit (1993).

## Analyse
Chez le poète allemand, Prométhée devient le symbole de l'homme rebelle qui défie Dieu et la religiosité au profit de la Raison. Goethe conclut son poème Prometheus avec un accent important mis sur l'individu "ich" « je ». Ainsi, au XVIIIe siècle, Prométhée est présenté comme rejetant la superstition et la religiosité, promouvant la raison et la science comme fondements du progrès humain en mettant l'accent sur le progrès de l'individu plutôt que sur celui de la société. Les humains sont ainsi débarrassés de la peur du péché et de la quête pécheresse de la connaissance. Le Prométhée « moderne » est présenté comme le pionnier qui s'est opposé à l'irrationalité de la divinité en faveur de l'illumination et est devenu un éducateur des humains.